# Rastrelliger
Rastrelliger là một chi cá bạc má trong họ cá thu ngừ Scombridae. Có ba loài trong chi cá Rastrelliger kết hợp với 04 loài trong chi Scomber tạo thành tông cá ngừ Scombrini, còn được biết đến với tên gọi là cá thu thật sự. Cả ba loài trong chi này đều có giá trị kinh tế và được khai thác, đánh bắt thường xuyên.

## Species
- R. brachysoma (Bleeker, 1851).
- R. faughni Matsui, 1967.
- R. kanagurta (Cuvier, 1816).